# Суринам (Королевство Нидерланды)
Суринам (нидерл. Suriname) — бывшая составная часть Королевства Нидерландов, наряду с собственно Нидерландами, Нидерландскими Антильскими островами и Нидерландской Новой Гвинеей (до 1963 года). Преобразована из одноимённой нидерландской колонии в 1954 году. Имела самоуправление по всем вопросам, за исключением обороны, внешней политики и вопросов гражданства. 25 ноября 1975 года получила полную независимость как Республика Суринам.

## Предыстория
1 января 1942 года Нидерланды подписали Атлантическую хартию, обязавшись после окончания войны предоставить своим колониям самоуправление. 7 декабря 1942 года голландская королева Вильгельмина выступила с радиообращением от имени голландского правительства в изгнании в Лондоне, выразив в нём желание пересмотреть отношения между Нидерландами и их колониями после окончания войны. После освобождения Нидерландов от немецкой оккупации голландское правительство предложило созвать конференцию для обсуждения вопроса о равном участии Нидерландов и их колоний в управлении королевством; однако это заявление носило во многом пропагандистский характер и имело целью убедить власти Индонезии отказаться от провозглашения независимости, а также успокоить общественное мнение в США, где после войны усилилось критическое отношение к колониализму.

## История
Признание в 1949 году независимости Индонезии ускорило процесс федерализации страны. В 1954 году была принята Хартия Королевства Нидерландов, преобразовавшая бывшие колонии, в том числе и Суринам, в автономные государственные образования и наделившая их равными правами в рамках федерации с собственно Нидерландами. Каждое автономное образование направляло в Совет министров Нидерландов своего полномочного министра, который участвовал в обсуждении вопросов, касавшихся всего Королевства. Делегаты от автономных образований могли участвовать в заседаниях Генеральных Штатов и Государственного Совета. Также Хартия предоставила автономным образованиям право иметь свои основные законы (нидерл. Staatsregeling). Права на сецессию Хартия не признавала, но в ней оговаривалось, что она может быть расторгнута по взаимному соглашению сторон, её заключивших.
К началу 1960-х годов в отношениях между Нидерландами другими составными частями Королевства назрел кризис, обострившийся после потери Нидерландской Новой Гвинеи в 1962 году и беспорядков на Кюрасао в 1969 году. В этих условиях правящие круги Нидерландов осознали, что в будущем сохранить контроль над Нидерландскими Антильскими островами и Суринамом, где были достаточно сложные отношения между поселенцами голландцами и поселенцами индо-негритянского происхождения, будет невозможно. Генеральные штаты практически единогласно выступили за предоставление Суринаму независимости в ближайшем будущем.
В мае 1973 года премьер-министром Нидерландов стал Йоп ден Ойл, который заявил, что желает предоставить независимость Суринаму и Нидерландским Антильским островам в течение срока своего премьерства. Однако Нидерландские Антильские острова предпочли остаться в составе Нидерландов, и дальнейшие переговоры о независимости велись лишь с Суринамом. В декабре 1973 года, после ухода в отставку премьер-министра Суринама Жюля Седни, противника независимости, новый премьером стал Хенк Аррон, объявивший, что Суринам станет независимым к концу 1975 года. Переговоры между правительствами ден Ойла и Аррона длились ещё два года и завершились 25 ноября 1975 года провозглашением независимости Суринама и предоставлением молодому государству 3,5 млрд. гульденов безвозмездной помощи.